# MechaniCS
MechaniCS — додаток до AutoCAD або Autodesk Inventor, призначений для оформлення креслень відповідно до ЄСКД, проектування систем гідропневмоелементів, зубчастих зачеплень, валів, інженерного аналізу, розрахунку розмірних ланцюгів, створення користувальницьких бібліотек.
MechaniCS забезпечує фахівця всім необхідним для проектування машинобудівних об'єктів: більш ніж 1500 стандартами (включаючи ДСТУ, ОСТ, DI і ISO) і уніфікованими компонентами, можливістю створювати власні інтелектуальні об'єкти, виконувати інженерні розрахунки з відображенням результатів на моделі, оформляти проєкції креслень по ЄСКД і багато іншого. MechaniCS дає конструкторові можливість застосовувати не тільки геометричні параметри стандартних елементів, але і їхні механічні властивості. На об'єкти в складальних кресленнях (при використанні AutoCAD) можна накладати геометричні і параметричні залежності, використовувати попередньо встановлені залежності при їхньому розміщенні на кресленні.

## Інтернет-ресурси
- Сайт розробника Autodesk Inventor [Архівовано 3 квітня 2013 у Wayback Machine.]
- Autodesk AutoCAD pages [Архівовано 17 жовтня 1997 у Wayback Machine.]